# داویده ماسا
داویده ماسا (متولد ۱۵ ژوئیه ۱۹۸۱) داور اهل ایتالیا است که در سری آ این کشور سوت می‌زند. از سال ۲۰۱۴ در فهرست داوران فیفا قرار گرفته و به عنوان داور رده اول یوفا نیز رتبه‌بندی شده‌است.

## حرفه داوری
ماسا داوری در سال ۲۰۱۱ در سری آ را آغاز کرد. اولین بازی او به عنوان داور در ۲۳ ژانویه ۲۰۱۱ بین فیورنتینا و لچه بود. در سال ۲۰۱۴، او در فهرست داوران فیفا قرار گرفت. او اولین بازی بین‌المللی بزرگسالان خود را در ۸ ژوئن ۲۰۱۵ بین ترکیه و بلغارستان قضاوت کرد. او برای قضاوت در سوپر جام فوتبال ایتالیا ۲۰۱۷ بین یوونتوس و لاتزیو انتخاب شد. همچنین او فینال جام حذفی فوتبال ایتالیا ۲۰۲۱ را که میان یوونتوس و اتالانتا برگزار شد را سوت زد.
ماسا به عنوان داور مسابقات جام ملت‌های اروپا فوتبال زیر ۱۹ سال ۲۰۱۷ در گرجستان و جام جهانی فوتبال زیر ۲۰ سال ۲۰۱۹ در لهستان انتخاب شد. او همچنین مسابقات لیگ ستارگان قطر ۱۷–۲۰۱۶ و لیگ برتر مصر ۱۸–۲۰۱۷ و همچنین سوپر لیگ فوتبال یونان ۲۳–۲۰۲۲ را قضاوت کرده‌است.